# Gaius Memmius
Gaius Memmius (140? př. n. l. – prosinec 100 př. n. l.) byl politik v období pozdní římské republiky. V průběhu voleb do úřadu konzula a následujících nepokojů, které otřásaly Římem a vyústily do násilného povstání Lucia Appuleia Saturnina, byl na popud Appuleiova spojence Gaia Servilia Glaucii zavražděn.

## Kariéra
Gaius Memmius byl v roce 111 př. n. l. zvolen tribunem lidu a měl velký vliv na obnovení války proti Jugurthovi po předchozím uzavření – pro krále Jugurthu velmi výhodného – míru s Římem téhož roku. Během svého tribunátu obvinil konzula Lucia Calpurnia Bestiu, senátora Marka Aemilia Scaura a další aristokraty z přijímání úplatků od krále Jugurthy. Předvolal Jugurthu do Říma, aby ho mohl před soudem vyslechnout, a slíbil mu osobní nedotknutelnost. Když však Jugurtha dorazil, Memmiovi zabránilo ve výslechu veto jeho kolegy Gaia Baebia, kterého Jugurtha podplatil.
Někdy mezi lety 107 a 102 př. n. l. Memmius zastával úřad praetora a pak byl jmenován správcem provincie Makedonie ve funkci prokonzula. Později v odvetě obžaloval Marcus Aemilius Scaurus Memmia z vymáhání peněz od provinciálů, ale Memmius byl všech obvinění zproštěn.
V roce 100 př. n. l. Memmius kandidoval do úřadu konzula na následující rok 99 př. n. l., ale v den voleb byl zabit při nepokojích, které vyvolal jeho soupeř, praetor Gaius Servilius Glaucia. Podle Cicerona, který Memmia označil za designovaného konzula, byl Memmius v narušených volbách toho roku  konzulem skutečně zvolen, a byl zabit teprve poté, co byla jeho úspěšná kandidatura ohlášena na Fóru.

## Osobnost
Sallustius se zmiňoval o Memmiovi jako o „vynikajícím muži a odpůrci vlády nobility“, který svými projevy vybičoval plebs a nabádal ho, aby nepřijímal návrhy optimátů. Popisoval ho jako řečníka, ale Cicero o něm měl špatné mínění.